# The Village Green Preservation Society (canción)
«The Village Green Preservation Society» es una canción escrita por Ray Davies, interpretada originalmente por la banda británica de rock, The Kinks. Es conocida por ser la primera pista de su álbum de estudio del año de 1968, The Kinks Are the Village Green Preservation Society, y por haber sido lanzada como el segundo sencillo del mismo álbum (tercero, si se cuenta a Days, incluida en la versión de 12 pistas europea y en la versión de África del Sur, con 16 canciones).
La letras de la canción inspiró a los fanáticos de los Kinks a crear su eslogan, "God Save the Kinks".

## Trasfondo y composición
Escrita por el líder de The Kinks, Ray Davies, "The Village Green Preservation Society" fue escrita como una oda a las cosas del pasado que Davies atesoraba. Davies explicó en 2018:

Ya que 'The Village Green Preservation Society' trata sobre cosas que quiero preservar, pensé que podría probar esa canción. La virginidad es sagrada. Solo la tienes una vez. Esa inocencia es una cosa que se tiene que atesorar. Todavía busco las cosas que hago por primera vez.
Ray Davies

La pista fue una adición tardía al álbum, ya que fue escrita con el propósito de ser la canción principal del álbum. Con esta canción, Davies quiso resumir el sentimiento general de los Kinks de preservar el pasado que aparece a lo largo del álbum; escribió en una entrevista de 1968: "Alguien me acaba de mencionar que los Kinks intentan preservar las cosas; todos estamos a favor de mirar hacia atrás. Pensé que sería una buena idea intentar resumirlo en una canción. Todos las cosas de la canción son cosas que me gustaría que se conservaran". Davies luego llamó a la canción "un reconocimiento afectuoso de nuestra cultura".

## Lanzamiento
La canción fue lanzada como sencillo de su respectivo álbum, con Do You Remember Walter? en el lado B, aunque algunas variaciones del sencillo tenían a Picture Book respaldando al tema.

## Personal

### The Kinks[2]
- Ray Davies - voz, guitarra, teclado
- Dave Davies - guitarra acústica, voces de apoyo
- Pete Quaife - bajo eléctrico, voz de apoyo
- Mick Avory - batería